# فابریس کوریا
فابریس کوریا (انگلیسی: Fabrice Correia؛ زادهٔ ۱۵ مارس ۱۹۷۹) بازیکن فوتبال اهل فرانسه است.